# Itogapuc
Itogapuc (Itogapúk, Ntogapíd, Ntogaapig, Itogapúque), pleme amerićkih Indijanaca porodice Ramaráma, Velike porodice Tupian, naseljeno u brazilskoj državi Mato Grosso i možda Rondôniji. Populacija im iznosi 95 (1986 SIL). Najsrodniji su im plemena Arára do Jiparaná, stari Ramaráma (Itogapid), Urukú i Urumí.                

## Vanjske poveznice
- ITOGAPÚK: a language of Brazil